# مايكل أونيل (ممثل)
مايكل أونيل (بالإنجليزية: Michael O'Neill)‏ هو ممثل أمريكي، ولد في 4 أبريل 1947 ببالتيمور في الولايات المتحدة.

## أعمال

### أفلام
- (2000) أسطورة باغر فانس[4]
- (2000) إتجار[5][6][7]
- (2003) سيبيسكيت[8]
- (2007) المتحولون
- (2010) المنطقة الخضراء[9][10]
- (2011) جيه إدغار
- (2013) نادي دالاس للمشترين[11][12]

### مسلسلات
- آلي مكبيل
- الملفات الغامضة
- إن سي آي إس
- تصحيح
- جاغ
- موردر
- عقول إجرامية
- فلاش فورورد
- كولد كيس
- نزل بيتس[13]

## وصلات خارجية
- مايكل أونيل على موقع IMDb (الإنجليزية)
- مايكل أونيل على موقع ألو سيني (الفرنسية)
- مايكل أونيل على موقع أول موفي (الإنجليزية)
- مايكل أونيل على موقع قاعدة بيانات الأفلام السويدية (السويدية)
- مايكل أونيل على موقع قاعدة بيانات الفيلم (الإنجليزية)
- مايكل أونيل على موقع كينوبويسك (الروسية)